# Macquarie
Macquarie är en del av en befolkad plats i Australien. Den ligger i territoriet Australian Capital Territory, i den sydöstra delen av landet, nära huvudstaden Canberra. Den ligger vid sjön Lake Ginninderra.
Runt Macquarie är det tätbefolkat, med 356 invånare per kvadratkilometer.. Närmaste större samhälle är Canberra, nära Macquarie. 
Runt Macquarie är det i huvudsak tätbebyggt. Genomsnittlig årsnederbörd är 990 millimeter. Den regnigaste månaden är februari, med i genomsnitt 169 mm nederbörd, och den torraste är maj, med 39 mm nederbörd.